# Politický systém Lichtenštejnska

Znak lichtenštejnského knížectví

Politický systém Lichtenštejnska (Lichtenštejnského knížectví) je podle definice v lichtenštejnské ústavě z roku 1921 dědičnou konstituční monarchií na principech zastupitelské parlamentní demokracie. Státní moc je rozdělena mezi panujícího knížete a lid.

## Systém

### Panovník
Hlavou státu je panující lichtenštejnský kníže. Ten reprezentuje zemi na mezinárodní úrovni. Spolu s parlamentem jmenuje členy vlády. Otevírá a uzavírá jednání sněmovny, má právo ji rozpustit nebo odročit zasedání. Zákony musí být knížetem podepsány před jejich uvedením v platnost nebo musí být schváleny ve všelidovém referendu. 
Kníže má dále právo udělit milost nebo přerušit trestní řízení. V případě vážného ohrožení země je kníže nejvyšším zákonným představitelem a může vydávat mimořádné zákony. S výjimkou reprezentace státu nesmí čerpat finance ze státní pokladny a není mu vyplácen žádný státní příjem. Kníže má zisky ze soukromého majetku rodiny.

### Parlament
Parlament (Landtag) má 25 poslanců, volených ve dvou okrscích. Oblast Horní země (Oberland) je shodná s historickým územím Vaduz a má ve sněmovně patnáct křesel, Dolní země (Unterland) je totožná s panstvím Schellenberg a má deset mandátů. Volby probíhají každé čtyři roky a mohou se jich účastnit všichni občané starší dvaceti let. Parlament je zákonodárným orgánem a dohlíží na činnost vlády.

### Vláda
Vláda je tvořena předsedou, jeho zástupcem a třemi vládními rady (ministry). Její funkční období je stejně jako u parlamentu čtyři roky. Je jmenována knížetem a parlamentem. Každý ministr, včetně předsedy vlády, má jeden hlas. Premiér musí dohlížet na zákonnost přijatých vládních usnesení, má právo audience u knížete a povinnost spolupodepisovat zákony a překládat důležité státní akty ke schvalování knížeti.
Občané se účastní na řízení státu volbou svých zástupců do parlamentu a mají právo na referendum v politických záležitostech. Základní práva a svobody jsou zajištěné ústavou.
V případě poškození práv úřední osobou nebo soudem, se může občan obrátit na Odvolací soud, případně k Státnímu soudu, který má úlohu soudu ústavního.